# Jim Tucker
James D. "Jim" Tucker (Paris, Kentucky, 11 de diciembre de 1932 - Jacksonville, Florida, 14 de mayo de 2020) fue un jugador de baloncesto estadounidense que disputó tres temporadas en la NBA. Con 2,03 metros de estatura, lo hacía en la posición de ala-pívot.

## Trayectoria deportiva

### Universidad
Jugó durante tres temporadas con los Dukes de la Universidad Duquesne, donde promedió 16,0 puntos por partido. Posee el récord de su universidad de más puntos anotados en un partido, con 29, logrados en 1952. Ese año fue elegido en el tercer equipo All-American para United Press International.

### Profesional
Fue elegido en la vigésimo cuarta posición del Draft de la NBA de 1954 por Syracuse Nationals, promediando en su primera temporada 5,3 puntos y 4,9 rebotes por partido, que ayudaron a su equipo a conseguir el campeonato de la NBA, convirtiéndose, junto con su compañero Earl Lloyd, en los primeros afroamericanos en lograr un anillo de campeón.
Jugó dos temporadas más con los Nats, retirándose en 1957.

## Estadísticas de su carrera en la NBA

### Temporada regular
| Temporada | Edad | Equipo             | Liga | P  | TIT | MIN  | TC  | TCA | %TC  | 3P | 3PA | %3P | TL  | TLA | %TL  | R.OF. | R.DEF. | REB | ASIS | ROB | TAP | PER | FP  | PTS |
| 1954-55   | 22   | Syracuse Nationals | NBA  | 20 |     | 14.4 | 2.0 | 5.8 | .336 |    |     |     | 1.4 | 1.9 | .711 |       |        | 4.9 | 0.6  |     |     |     | 2.5 | 5.3 |
| 1955-56   | 23   | Syracuse Nationals | NBA  | 70 |     | 12.8 | 1.4 | 4.1 | .348 |    |     |     | 0.9 | 1.2 | .795 |       |        | 3.3 | 0.5  |     |     |     | 2.4 | 3.8 |
| 1956-57   | 24   | Syracuse Nationals | NBA  | 9  |     | 13.2 | 1.9 | 4.9 | .386 |    |     |     | 0.0 | 0.1 | .000 |       |        | 2.2 | 0.2  |     |     |     | 2.9 | 3.8 |
| Total     |      |                    | NBA  | 99 |     | 13.1 | 1.6 | 4.5 | .349 |    |     |     | 0.9 | 1.2 | .762 |       |        | 3.5 | 0.5  |     |     |     | 2.4 | 4.1 |

### Playoffs
| Temporada | Edad | Equipo             | Liga | P  | MIN | TCA | TC | 3PA | 3P | TLA | TL | R.OF. | REB | ASIS | ROB | TAP | PER | FP | PTS | %TC  | %3P | %FT  | MIN  | PTS | REB | AST |
| 1954-55   | 22   | Syracuse Nationals | NBA  | 9  | 59  | 8   | 27 |     |    | 8   | 9  |       | 15  | 1    |     |     |     | 13 | 24  | .296 |     | .889 | 6.6  | 2.7 | 1.7 | 0.1 |
| 1955-56   | 23   | Syracuse Nationals | NBA  | 6  | 72  | 13  | 34 |     |    | 6   | 8  |       | 25  | 2    |     |     |     | 15 | 32  | .382 |     | .750 | 12.0 | 5.3 | 4.2 | 0.3 |
| Total     |      |                    | NBA  | 15 | 131 | 21  | 61 |     |    | 14  | 17 |       | 40  | 3    |     |     |     | 28 | 56  | .344 |     | .824 | 8.7  | 3.7 | 2.7 | 0.2 |